# Barbara von Ow-Freytag

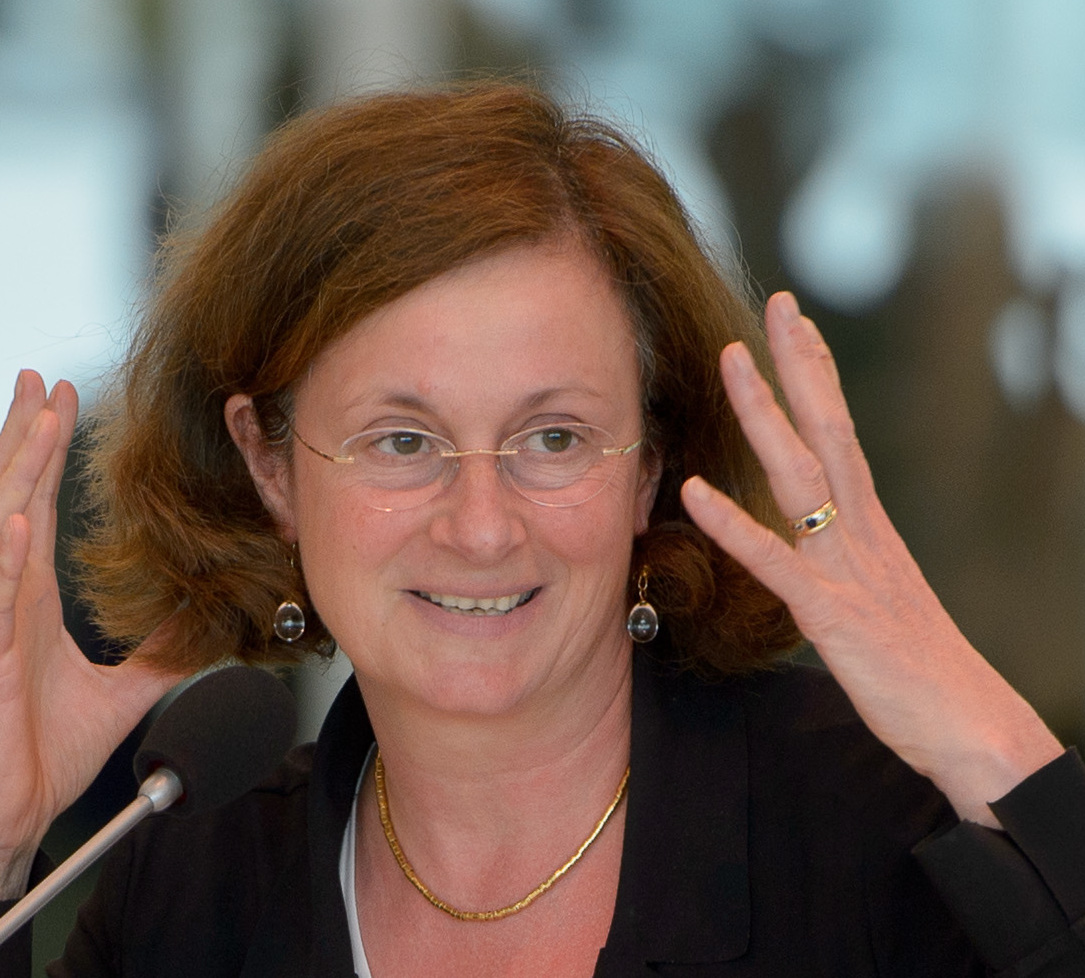
Barbara von Ow-Freytag, 2015

Barbara von Ow-Freytag (voller Geburtsname: Barbara Emilie Friederike Maria von Ow-Wachendorf, geb. am 19. April 1957 in München) ist eine deutsche Journalistin, Politologin und Expertin für die Zivilgesellschaft in Russland. Daneben ist sie ausgebildete Craniosakral-Therapeutin und betreibt eine Praxis in Berlin-Charlottenburg.
Der Familienname Ow wird au ausgesprochen.

## Leben
Ow-Freytag wurde am 19. April 1957 in München als Tochter von Meinrad Franz von Ow-Wachendorf und Beata von Zwehl geboren. Sie ist mit dem deutschen Diplomaten Arndt Freiherr Freytag von Loringhoven verheiratet.

## Laufbahn
1984 trat Barbara von Ow in die Redaktion von Radio Free Europe in München ein, ihr Aufgabenbereich war die Analyse der DDR-Politik. 1988 wechselte sie in die Auslandsredaktion der Süddeutschen Zeitung (SZ), wo sie für Osteuropa zuständig war.  Von 1992 bis 1994 war sie Kulturkorrespondentin der SZ in Moskau, wo ihr Mann Attaché an der deutschen Botschaft war.
Von 2008 bis 2013 war sie Beraterin des CDU-Bundestagsabgeordneten Andreas Schockenhoff, des Koordinators der Bundesregierung für die deutsch-russische zwischengesellschaftliche Zusammenarbeit. Derzeit ist sie Beraterin für internationale Beziehungen und Interessenvertretung am Prague Civil Society Centre. Sie war auch Direktorin des Sekretariats des EU–Russia Civil Society Forum (Zivilgesellschaftliches Forum EU-Russland). 2014 leitete sie die Arbeitsgruppe für die Zusammenarbeit mit dem Civil Society Forum of the Eastern Partnership.

## Publikationen (Auswahl)
- als Hrsg. zus. mit Iris Kempe, Wim van Meurs: Die EU-Beitrittsstaaten und ihre östlichen Nachbarn: The EU Accession States and Their Eastern Neighbours. Bertelsmann Stiftung, Gütersloh 1999, ISBN 978-3-89204-846-6.
- (Mithrsg.) Mittel- und Osteuropa auf dem Weg in die Europäische Union: Bericht zum Stand der Integrationsfähigkeit. Bertelsmann-Stiftung (Hrsg.). 1995 (Engl. Ausg. u.d.T.: Central and Eastern Europe and the European Union)
- Filling the void : why the EU must step up support for Russian civil society. BE Wilfried Martens Centre for European Studies, Brüssel 2018.
- Vom „schwarzen Schaf“ zur Avantgarde: Neue Impulse für Russlands Zivilgesellschaft. In: Osteuropa 3–4/2017, S. 19–40 (Abstract)
- Zwischen neuer Macht und alten Mythen. In: Internationale Politik (IP), (2006) 7, S. 47 ff.